# كورفيرا دي تورانزو
بلدية كورفيرا دي تورانزو (بالإسبانية: Corvera de Toranzo)‏، هي إحدى بلديات منطقة كانتابريا, المصنفة على أنها مقاطعة أيضاً، في شمال إسبانيا.
يبلغ عدد سكانها 1.937 نسمة وفقاً لإحصائية سنة (2002).